# Zgornje Grušovlje
Zgornje Grušovlje este o localitate din comuna Žalec, Slovenia, cu o populație de 181 de locuitori.